# Freemans Reach, New South Wales
Freemans Reach este o suburbie în Sydney, Australia.